# Економија Кеније
Економија Кеније  је заснована на тржишту са неколико државних предузећа. То је такође тржиште у настајању и просечно индустријализована нација испред својих источноафричких вршњака. Кенија је држава са средњим приходима и планира да буде новоиндустријализована нација 2030. Главне индустрије укључују пољопривреду, шумарство, рибарство, рударство, производњу, енергетику, туризам и финансијске услуге. Од 2020. године, Кенија је имала трећу највећу економију у подсахарској Африци, иза Нигерије и Јужне Африке .
Влада Кеније је генерално наклоњена инвестицијама и донела је неколико регулаторних реформи како би поједноставила и стране и локалне инвестиције, укључујући стварање зоне за прераду извоза. Све значајнији део страних финансијских прилива Кеније су дознаке нерезидентних Кенијаца који раде у Сједињеним Државама, на Блиском истоку, у Европи и Азији .
Од септембра 2018. године, економске прогнозе су биле позитивне, са очекиваним растом бруто домаћег производа (БДП) од преко 6%. Овај раст се углавном приписује експанзији у сектору телекомуникација, транспорта и грађевинарства, опоравку у пољопривреди, као и порасту малих предузећа која помажу да се повуче економија. Ова побољшања подржава велики број високообразованих стручних радника. Постоји висок ниво ИТ писмености и иновација, посебно међу младим Кенијцима.
Кенија је 2020. године заузела 56. место у рејтингу Светске банке за лакоћу пословања, у односу на 61. место у 2019. (од 190 земаља). У поређењу са својим суседима, Кенија има добро развијену друштвену и физичку инфраструктуру.

## Економска историја
Кенијски обални појас је интегрисан у светску економију древним светским трговачким путевима који су се протезали Африком, Азијом и Европом између 70. године наше ере и 1500. године нове ере. Страни трговци су своју робу донели на кенијску обалу и отишли са афричком робом. Године 1499. Васко да Гама се вратио са откривања морског пута до Индије кроз Јужну Африку. Ова нова рута је омогућила европским нацијама да доминирају трговинском економијом источноафричке обале, а Португалци су се учврстили у 16. и 17. веку. У 18. веку Португалце су у овом источноафричком економском коридору заменили Омански Арапи . На крају су Британци заменили Оманске Арапе. Године 1895. доминирали су обалним појасом, а до 1920. пратили су унутрашње трговачке путеве све до Краљевине Буганда . Да би овај древни економски трговачки пут учинили профитабилнијим, Британци су користили индијске раднике да саграде пругу од Момбасе на обали до Кампале, главног града краљевства Буганда, пратећи стари трговачки пут. Велики градови су основани дуж железничке пруге, уз подршку пољопривредних заједница европских насељеника. Индијски радници који се нису вратили у Индију након завршетка изградње железнице били су први који су основали радње у овим градовима. Током колонијалног периода, пољопривредна заједница европских досељеника и индијски дукаваласи поставили су темеље модерне формалне кенијске економије. Истакнути примери азијско-кенијских власника предузећа чије су пословање започеле као дукавале су Ману Чандарија и Мадатали Манџи . Док су Европљани и Индијци уживали снажан економски раст између 1920. и 1963. године, Африканци су били лишени своје земље, дехуманизовани и приморани да раде за минималну плату под изузетно лошим радним условима кроз добро успостављен систем расне сегрегације.
Кенија је повратила своју независност 1963. Под председником Џомом Кенијатом, кенијска влада је промовисала африканизацију кенијске привреде, генеришући брз економски раст кроз јавна улагања, подстицање пољопривредне производње малих власника и подстицаје за приватна, често страна, индустријска улагања. Утицајни сесијски рад чији су аутори Том Мбоиа и Мваи Кибаки 1965. године наглашавао је потребу да Кенија избегне и капиталистичку економију Запада и комунизам Истока. Лист је тврдио да би Кенија уместо тога требало да се концентрише на афрички социјализам, избегавајући притом да повеже кенијско економско богатство са било којом земљом или групом земаља. Од 1963. до 1973. БДП је растао по просечној годишњој стопи од 6,6%, а током 1970-их растао је по просечној стопи од 7,2%. Пољопривредна производња је расла за 4,7% годишње у истом периоду, стимулисана прерасподелом поседа, дистрибуцијом нових сојева усева и отварањем нових површина за узгој. Међутим, стопа раста БДП-а је опала на 4,2% годишње 1980-их, и 2,2% годишње у 1990-им.
Кенијска политика супституције увоза, која је започела 1946. са европским и азијским предузећима, није постигла жељени резултат трансформације кенијске индустријске базе, а крајем 1970-их растуће цене нафте почеле су да кенијски производни сектор чине неконкурентним. Као одговор, влада је започела масовну интервенцију у приватном сектору. Недостатак извозних подстицаја, строге контроле увоза и девизне контроле учинили су домаће окружење за улагања још мање атрактивним. Од 1991. до 1993. Кенија је имала најгори економски учинак од стицања независности. Раст БДП-а је стагнирао, а пољопривредна производња је опала по годишњој стопи од 3,9%. Инфлација је у августу 1993. достигла рекордних 100%, а буџетски дефицит владе био је преко 10% БДП-а. Као резултат ових питања, билатерални и мултилатерални донатори обуставили су своје програме помоћи у Кенији 1991.
Током 1980-их и 1990-их, Кенија је потписала зајмове за структурно прилагођавање са Светском банком и ММФ-ом (Међународни монетарни фонд), зајмови су се давали под условом да Кенија усвоји неке владине реформе, либерални режим трговине и каматних стопа и индустријску политику која је била оријентисана према споља. друге реформе . Кенијска економија је била веома лоша током ове ере либерализације коју су покретали Светска банка и ММФ на врхунцу администрације Данијела Арап Моија .
Влада Кеније је 1993. године започела велики програм економске реформе и либерализације. Нови министар финансија и нови гувернер централне банке предузели су низ економских мера уз помоћ Светске банке и Међународног монетарног фонда (ММФ). У оквиру овог програма, влада је елиминисала контролу цена и увозних дозвола, уклонила девизну контролу, приватизовала један број јавних предузећа, смањила број државних службеника и увела конзервативну фискалну и монетарну политику. Од 1994. до 1996. године, реална стопа раста БДП-а Кеније износила је у просеку нешто више од 4% годишње.
1997. године, међутим, привреда је ушла у период успоравања или стагнирања раста, делимично због неповољних временских услова и смањене економске активности пре општих избора у децембру 1997. У јулу 1997. Влада Кеније је одбила да испуни раније обавезе према ММФ о реформама управљања . Као резултат тога, ММФ је суспендовао кредитирање на три године, а Светска банка је такође ставила на чекање кредит за структурно прилагођавање од 90 милиона долара.
Влада Кеније је потом предузела позитивне кораке у реформи, укључујући успостављање Кенијске управе за борбу против корупције 1997. године и мере за побољшање транспарентности јавних набавки и смањење владиног платног списка. У јулу 2000. године, ММФ је потписао 150 милиона долара за смањење сиромаштва и раст, а убрзо затим и Светска банка са кредитом за реформу економског и јавног сектора од 157 милиона долара. Међутим, обојица су суспендовани. Упркос неким застојима, овај процес реформи је успоставио Кенију као економску моћ источне Африке, као и пословно средиште региона.
Економски раст се побољшао између 2003. и 2008. под управом Мваи Кибакија . Када је Кибаки преузео власт 2003. године, одмах је успоставио Одељење за управљање националним дугом у трезору, реформисао Управу за приходе Кеније (КРА) како би повећао владине приходе, реформисао финансијске законе о банкарству, отписао дугове стратешких јавних предузећа и обезбедио да се 30% државних пореских прихода улаже у пројекте економског развоја. Са овом националном коалицијом дуге(НАРЦ) владиним реформама, КРА је прикупила више пореских прихода у 2004. него што се очекивало. Влада је тада покренула улагања у инфраструктуру. До 2005. кенијски јавни дуг се смањио са највиших нивоа од 80% БДП-а у 2002. години на 27% БДП-а у 2005. години. Финансијски сектор се значајно побољшао, а Екуити Банк Кенија је постала једна од највећих банака у источној Африци. Економски раст је побољшан са 2% у 2003. на 7% у 2007. У 2008, раст је пао на 1%  због постизборног насиља пре него што се вратио на просечних 5% између 2009. и 2013. Међутим, у 2009. години због суше и глобалне финансијске кризе, високих трошкова инпута и пада тражње за неким од извозних производа земље, сектор пољопривреде је смањен за 2,7%.
Између 2013. и 2018. под владом Јубиларне партије коју је предводио Ухуру Кениата, раст БДП-а је био у просеку изнад 5%. За неке од побољшања приписује се раст малих предузећа. Реални раст БДП-а (на годишњем нивоу) био је 5,7% у првом кварталу 2018, 6,0% у другом кварталу 2018. и 6,2% у трећем кварталу 2018. Упркос овом снажном расту, и даље постоји забринутост за одрживост дуга Кеније, дефицит текућег рачуна, фискалну консолидацију и раст прихода.

## Економско планирање: Визија 2030
Визија 2030 је тренутни план Кеније за будућност економског раста. Његов циљ је да створи просперитетну и глобално конкурентну нацију са високим квалитетом живота до 2030. године. Да би то урадио, има за циљ да трансформише кенијску индустрију уз стварање чистог и безбедног окружења. Визија је подељена на три стуба: економски, друштвени и политички.
Економски стуб
Економски стуб настоји да доследно постигне економски раст у просеку од више од 10% за 23 године почевши од 2007. Циљане економске области су туризам, пољопривреда, трговина на велико/мало, производња, ИТ услуге и финансијске услуге.
Друштвени стуб
Друштвени стуб има за циљ побољшање квалитета живота за све Кенијце. То има за циљ да се то постигне усмеравањем на програме људске и социјалне заштите, посебно на образовање и обуку, здравље, животну средину, становање и урбанизацију, децу и друштвени развој, омладину и спорт. Предсједник Ухуру Кениата је 2018. године успоставио Агенду велике четворке, фокусирајући се на универзалну здравствену заштиту, производњу, приступачно становање и сигурност хране за покретање овог стуба.
Политички стуб
Политички стуб предвиђа демократски систем који је заснован на питањима, транспарентан, усредсређен на људе, оријентисан на резултате и одговоран јавности. Циљ је пет главних области: владавина права према Уставу Кеније, изборни и политички процеси, демократија и пружање јавних услуга, транспарентност и одговорност и безбедност, изградња мира и управљање конфликтима.
Нови устав Кеније из 2010. је инаугурисан 27. августа 2010. да би покренуо овај стуб.

## Валута, курс и инфлација
Кенијска валута се штампа на основу мандата Централне банке Кеније . Банка је почела да штампа новчанице 1996. Од тада је пуштено у оптицај неколико верзија кенијских новчаница и кованог новца. Најновији редизајн кенијске валуте био је 2019.
Курс кенијског шилинга између 2003. и 2010. је у просеку износио око 74-78 КСх за амерички долар .
Просечна инфлација између 2005. и јула 2015. године износила је 8,5%. У јулу 2015. стопа инфлације у Кенији процењена је на 6,62%.

## Државне финансије
Приходи и расходи
У 2006. приход владе Кеније износио је 4,448 милијарди долара, а процењени расходи су износили 5,377 милијарди долара. Буџетски биланс владе као проценат бруто домаћег производа побољшао се на −2,1% у 2006. са −5,5% у 2004.
У 2012, Кенија је поставила буџет од 14,59 милијарди долара са државним приходима од приближно 12 милијарди долара.
Извештај о политици буџета за 2018. одредио је буџет од 30 милијарди долара. Државни приход износио је приближно 29,5 милијарди УСД, а позајмљен је дефицит од 5 милијарди УСД.
У финансијској години која је завршена у јуну 2020. године, Пореска управа Кеније прикупила је приход од пореза који је износио приближно 15 милијарди долара.
Државни дуг
Од 1982. године, кључни индикатори јавног дуга Кеније порасли су изнад критичног нивоа мереног као проценат БДП-а и као проценат државних прихода.
У 2002, последњој години администрације Даниела арапа Моија, јавни дуг Кеније износио је скоро 80% БДП-а. У последњих 10 година Мои режима, влада је трошила 94% свих својих прихода на плате и сервисирање дугова ММФ-у, Светској банци и другим западним земљама.
Администрација Мваи Кибакија је 2003. године успоставила одељење за управљање јавним дугом у оквиру одељења трезора да би се дуг Кеније свео на одржив ниво.
У 2006. години, Кенија је имала дефицит текућег рачуна од 1,5 милијарди долара. Ова цифра је била значајно повећање у односу на 2005. годину, када је текући рачун имао дефицит од 495 милиона УСД. У 2006. години стање текућег рачуна као проценат бруто домаћег производа износило је −4,2.
У 2006. спољни дуг Кеније износио је 6,7 милијарди долара. Са БДП-ом од 25,83 милијарде долара у 2006. години, ниво јавног дуга износио је 27% БДП-а.
У извештају о управљању дугом за 2011. Национална благајна је приметила да дуг расте, порастао на 40% БДП-а у 2009. години и на 54% БДП-а до 2012.
У 2019, дуг Кеније је порастао на апсолутни износ од 50 милијарди долара у односу на БДП од 98 милијарди долара. Ниво јавног дуга је према томе 51% БДП-а од 2019.
Године 2021. дуг Кеније је порастао на апсолутни износ од 65 милијарди америчких долара у односу на БДП од 101 милијарде долара. Ниво јавног дуга је према томе 65% БДП-а од 2021. године.
Највећи билатерални зајмодавац Кеније од 2011. године је Кина, а највећи мултилатерални зајмодавац од 1963. године је Светска банка .
Програм економских подстицаја
Програм економских подстицаја Кеније (ЕСП) уведен је у план буџета за 2010–2011. Иницијатива је имала за циљ да стимулише економску активност у Кенији кроз улагање у дугорочна решења за изазове безбедности хране, руралне незапослености и неразвијености. Његов наведени циљ је био да се промовише регионални развој ради једнакости и социјалне стабилности, побољшање инфраструктуре, побољшање квалитета образовања, коришћење приступачне здравствене заштите за све Кенијце, улагање у очување животне средине, изградња капацитета кенијске информационе и комуникационе технологије ( ИКТ ) и проширење приступа ИКТ-у за опште становништво Кеније. Министарство финансија је имало за циљ да овај програм искористи за постизање регионалног развоја за правичност и друштвену стабилност.
Интегрисани информациони систем финансијског управљања
Првобитно уведен 2003. године, Интегрисани информациони систем финансијског управљања (ИФМИС)  је реконструисало Министарство финансија како би се сузбиле преваре и друге злоупотребе. Чинећи то, Министарство је имало за циљ да стави финансијске и економске информације Кеније у формат који је доступан са онлајн платформе, како би Министарство финансија унапредило управљање јавном потрошњом.
ИФМИС омогућава потпуно интегрисано планирање за процес буџетирања јер повезује циљеве политике планирања и расподјелу буџета. Такође настоји да подржи стратегију заједничких услуга е-Управе тако што ће владине финансијске услуге ставити на интернет и учинити доступним извештаје о статусу. Систем нуди побољшања у планирању и буџетирању, праћењу, евалуацији и одговорности и извршењу буџета.
Средства за укључивање неформалног сектора
Фонд за укључивање неформалног сектора (ФИИС)  је фонд који омогућава микро и малим предузетницима (МСП) приступ кредитним олакшицама, проширење свог пословања и повећање штедње. Такође има за циљ да помогне неформалним предузећима да пређу у предузећа у формалном сектору, кроз приступ формалним пружаоцима финансијских услуга. ФИИС је револвинг фонд преко којег влада склапа кредитне уговоре са одабраним банкама за кредитирање микро и малих предузећа преко филијала, овлашћених банкарских агената и других канала, посебно мобилног банкарства. Процењује се да 8,3 милиона Кенијаца ради у неформалном сектору.
Фонд за компензацију инвеститора
Фонд за компензацију инвеститора има за циљ да надокнади инвеститоре који претрпе губитке због неуспеха лиценцираног берзанског посредника или дилера да испуне своје уговорне обавезе, до максимално 50.000 Сх по инвеститору.

## Економски односи са иностранством
Од стицања независности, Кенија је примила и значајне стране инвестиције и значајне количине развојне помоћи. Укупна помоћ износила је 943 милиона долара у 2006. години, што је износило 4% бруто националног дохотка . Ове инвестиције долазе из Русије, Кине, развијених западних земаља и Јапана. Кенија је домаћин великог броја страних мултинационалних компанија, као и међународних организација попут Програма Уједињених нација за животну средину (УНЕП) и многих других невладиних организација. Учешће Кине је у порасту, док је учешће западних земаља као што је Уједињено Краљевство значајно опадало. Инвестиције мултилатералних агенција, посебноСветска банка и Европски фонд за развој, порасли су. Најактивнији инвеститори тренутно су Кинези .
Кенија је активна у оквиру регионалних трговинских блокова као што су Заједничко тржиште за источну и јужну Африку (ЦОМЕСА) и Источноафричка заједница (ЕАЦ), партнерство Кеније, Уганде, Танзаније, Руанде, Бурунди и Јужног Судана . Циљ ЕАЦ је стварање заједничког тржишта својих држава чланица по узору на Европску унију . Међу раним корацима ка интеграцији је и царинска унија која је елиминисала царине на робу и нецаринске трговинске баријере међу чланицама.
Извоз
Главни извозни производи Кеније су хортикултурни производи и чај. У 2005. години, укупна вредност ових производа износила је 1.150 милиона долара, што је око 10 пута више од вредности трећег највреднијег извоза Кеније, кафе. Други значајан извоз Кеније су нафтни производи који се продају блиским суседима, риба, цемент, бухач и сисал. Водећи увоз су сирова нафта, хемикалије, индустријска роба, машине и транспортна опрема. Африка је највеће извозно тржиште Кеније, а следи Европска унија.
Главне извозне дестинације су Уганда, Танзанија, Уједињено Краљевство и Холандија. Главни добављачи су Кина, Индија, Уједињени Арапски Емирати, Саудијска Арабија и Јужна Африка. Главни извоз Кеније у Сједињене Државе је одећа којом се тргује под условима Афричког закона о расту и могућностима (АГОА). Упркос АГОА-и, кенијска индустрија одеће се бори да одржи позицију у односу на азијску конкуренцију и има трговински дефицит са Сједињеним Државама. Економисти верују да су многи кенијски проблеми у вези са извозом робе узроковани чињеницом да су извози Кеније јефтине ставке које не доносе значајне количине новца у земљу.
Кенија је доминантни трговински партнер Уганде (12,3% извоза, 15,6% увоза) и Руанде (30,5% извоза, 17,3% увоза).
Трговински биланс
Кенија обично има значајан трговински дефицит. Трговински биланс увелико варира јер су главни извозни производи Кеније примарни производи који су подложни утицајима светских цена и временских прилика. У 2005. приход Кеније од извоза износио је око 3,2 милијарде долара. Плаћање за увоз износило је око 5,7 милијарди долара, што је довело до трговинског дефицита од око 2,5 милијарди долара.
Политика страних инвестиција
Кенијска политика у погледу страних улагања генерално је била повољна од независности, уз повремено пооштравање ограничења ради промовисања африканизације предузећа. Страним инвеститорима је загарантовано власништво и право да дознају дивиденде, ауторске накнаде и капитал.
Кенија је тренутно најважнији извор страних директних инвестиција (СДИ) у Уганди и Руанди. Регион, посебно Уганда, је главна важна извозна дестинација за кенијске производе. Кенија је имала више економског успеха и више успеха у подизању сопственог квалитета живота од многих њених суседа у подсахарској Африци .

## Индустрија
Пољопривреда
- 4 милиона тона кукуруза ;
- 1,8 милиона тона кромпира ;
- 1,4 милиона тона банане ;
- 946 хиљада тона маниоке ;
- 871 хиљада тона слатког кромпира ;
- 775 хиљада тона манга (укључујући мангостин и гуаву );
- 765 хиљада тона пасуља ;
- 599 хиљада тона парадајза ;
- 674 хиљаде тона купуса ;
- 492 хиљаде тона чаја (3. највећи произвођач на свету, иза Кине и Индије);
- 349 хиљада тона ананаса ;
- 336 хиљада тона пшенице ;
- 239 хиљада тона шаргарепе ;
- 233 хиљаде тона авокада ;
- 206 хиљада тона сирка ;
- 188 хиљада тона лубенице ;
- 179 хиљада тона крављег грашка ;
- 169 хиљада тона спанаћа ;

Поред мањих производња других пољопривредних производа, попут папаје (131 хиљада тона), кокоса (92 хиљаде тона) и кафе (41 хиљада тона).
Пољопривредни сектор и даље доминира кенијском економијом, иако само 15% укупне површине Кеније има довољно плодности и падавина за пољопривреду, а само 7 или 8% се може класификовати као првокласно земљиште. У 2006. години, скоро 75% запослених Кенијаца је зарађивало за живот на земљи, у поређењу са 80% у 1980. Отприлике половина укупне пољопривредне производње је нетржишна производња за живот. Пољопривреда је други највећи допринос кенијском бруто домаћем производу (БДП), након услужног сектора. У 2005. пољопривреда, укључујући и шумарство и рибарство, чинило је око 24% БДП-а, као и 18% запослености на плату и 50% прихода од извоза. Главни новчани усеви су чај, хортикултурни производи и кафа; хортикултурни производи и чај су главни сектори раста и највреднији од целокупног извоза Кеније. У 2005. години хортикултура је чинила 23%, а чај 22% укупних прихода од извоза. Кафа је опала на значају због пада светских цена, чинећи само 5% прихода од извоза у 2005. Производња главних намирница као што је кукуруз подложна је оштрим временским флуктуацијама. Пад производње повремено захтева помоћ у храни—на пример, 2004. године помоћ је била потребна за 1,8 милиона људи—због повремених суша у Кенији. Међутим, проширење кредитирања пољопривредног сектора омогућило је пољопривредницима да се боље носе са великим ризиком пољопривреде на основу падавина и драматичних флуктуација цена пољопривредних производа.
Чај, кафа, сисал, бухач, кукуруз и пшеница узгајају се у плодним висоравнима, једном од најуспешнијих пољопривредних производних региона у Африци. У полусушној савани на северу и истоку преовлађује сточарство. У нижим подручјима узгајају се кокос, ананас, индијски орашчићи, памук, шећерна трска, сисал и кукуруз .
Шумарство и рибарство
Деградација ресурса је смањила производњу шумарства. У 2004. години одвоз обловине износио је 22.162.000 кубних метара. Рибарство је од локалног значаја око језера Викторија и има потенцијал на језеру Туркана. Укупан улов Кеније пријављен 2004. био је 128.000 метричких тона. Међутим, производња из риболова опада због еколошких поремећаја. Загађење, прекомерни риболов и употреба неовлашћене опреме за риболов довели су до пада улова и угрозили локалне врсте рибе.
Рударство и минерали
Воз са сода пепелом, језеро Магади, округ Кајиадо
Кенија нема значајне минералне задужбине. Сектор вађења руда и камена даје занемарљив допринос привреди, чинећи мање од 1% БДП-а. Највећи део томе доприноси операција са сода пепелом на језеру Магади у јужно-централној Кенији. У великој мери захваљујући повећању производње соде соде, производња минерала у Кенији је 2005. достигла више од милион тона. Један од највећих страних инвестиционих пројеката Кеније последњих година је планирано проширење Магади Соде. Осим соде пепела, главни минерали који се производе су кречњак, злато, со, велике количине ниобијума, флуора и фосилних горива .
Сви неизвађени минерали су државна својина, према Закону о рударству. Одељење за рударство и геологију, при Министарству животне средине и природних ресурса, контролише истраживање и експлоатацију минерала.
Индустрија и производња
Иако је Кенија индустријски најразвијенија земља у источној Африци, производња и даље чини само 14% БДП-а. Ово представља само благи пораст од независности. Брза експанзија сектора непосредно након стицања независности стагнирала је 1980-их, ометана несташицама хидроелектричне енергије, високим трошковима енергије, дотрајалом транспортном инфраструктуром и дампингом јефтиног увоза. Међутим, због урбанизације, индустрија и производни сектори су постали све важнији за кенијску економију, а то се одразило у растућем БДП-у по глави становника. Индустријска активност, концентрисана око три највећа урбана центра: Најроби, Момбас и Кисуму, доминирају прехрамбене индустрије као што су млевење житарица, производња пива и дробљење шећерне трске, као и производња робе широке потрошње, нпр. возила из комплета. Кенија такође има рафинерију нафте која прерађује увезену сирову нафту у нафтне деривате, углавном за домаће тржиште. Поред тога, значајан неформални сектор који се шири и бави се малом производњом кућних добара, делова за моторна возила и пољопривредне опреме.
Укључивање Кеније међу кориснике Закона о афричком расту и могућностима америчке владе ( АГОА ) дало је подстицај производњи. Од када је АГОА ступио на снагу 2000. године, продаја одеће Кеније у Сједињеним Државама порасла је са 44 милиона америчких долара на 270 милиона долара у 2006. Остале иницијативе за јачање производње укључују повољне пореске мере, укључујући укидање дажбина на капиталну опрему и друге сировине.
Енергија
Највећи сегмент снабдевања Кеније електричном енергијом долази из хидроелектрана на бранама дуж горње реке Тане, као и бране у клисури Турквел на западу. Нафтно постројење на обали, геотермална постројења у Олкарији (близу Најробија) и електрична енергија увезена из Уганде чине биланс. Инсталисани капацитет Кеније износио је 1.142 мегавата годишње између 2001. и 2003. Државна компанија за производњу електричне енергије у Кенији (КенГен), основана 1997. године под именом Кениа Повер Цомпани, бави се производњом електричне енергије, док Кениа Повер анд Лигхтинг Цомпани ( КПЛЦ)  управља преносом и дистрибуцијом. Недостаци електричне енергије се јављају периодично, када суша смањи проток воде. 1997. и 2000. године, на пример, суша је довела до озбиљног рационисања струје, са економски штетним 12-сатним нестанком струје. Чести прекиди рада и висока цена електричне енергије и даље представљају озбиљне препреке економској активности. Планиране су пореске и друге олакшице за подстицање улагања у хидроелектричну енергију и геотермалну енергију, у чему је Кенија пионир. Влада планира да отвори две нове електране 2008. године, Сонду Мириу (хидроелектрана) и Олкариа ИВ (геотермална), али је раст потражње за електричном енергијом снажан, а и даље се очекује да ће потражња надмашити понуду током периода суше.
Кенија тренутно увози све потребе за сировом нафтом, а нафта чини 20% до 25% националног увозног рачуна. Недавно су пронађене резерве угљоводоника у кенијском полусушном северном региону Туркана након неколико деценија повремених истраживања. Истраживања на мору се такође настављају. Кениа Петролеум Рафинериес, заједничко улагање владе и неколико великих нафтних корпорација у односу 50:50, управља једином рафинеријом нафте у земљи у Момбаси. Производња рафинерије се транспортује кенијским цевоводом Момбаса–Наироби. Међутим, рафинерија тренутно не ради. У 2004. години потрошња нафте је процењена на 55.000 барела (8.700 м 3 ) дневно.
Туризам
Зависност Кеније од туризма се током година увелико смањила. У 2019. приходи од страних туриста износили су 1,76 милијарди долара, што је чинило само 1,6 одсто кенијског БДП-а и приближно 12 одсто свих прихода од међународног туризма у источној Африци.
Растућа средња класа у Кенији такође је довела до значајног раста локалног туризма током година, диверзификујући изворе прихода за овај сектор. У 2018. години, попуњеност ноћења домаћих туриста чинила је 52,9% укупне попуњености кревета у земљи.
Кенија нуди бројне велике националне паркове у широком спектру пејзажа. Поред обале, ту су и велике пустиње, степе и планине до 5000 метара висине. Национални паркови и резервати природе су толико велики да разне животињске врсте тамо имају своје природно станиште.
Кенија је такође допринела јачању туризма у другим земљама; хотел Серена са седиштем у Најробију је хотел са највишом оценом у Пакистану .
Финансијске услуге
Кенија је источноафричко средиште финансијских услуга. Берза у Најробију (НСЕ) је рангирана на 4. месту у Африци по тржишној капитализацији. Један од популарних начина улагања у Кенији је преко фондова тржишта новца (ММФ) . То је зато што фондови тржишта новца нуде висок принос од типичног банковног штедног рачуна без угрожавања могућности повлачења у било ком тренутку.
Банкарски систем Кеније надгледа Централна банка Кеније . Од краја јула 2004. године, систем се састојао од 43 комерцијалне банке (мање у односу на 48 у 2001.), неколико небанкарских финансијских институција, укључујући хипотекарна друштва, четири штедно-кредитна удружења и многе девизне бирое. Две од четири највеће банке, Кенија комерцијална банка и Национална банка Кеније, су у делимичном државном власништву, а остале, Барклис банка и Стандард Цхартеред, су у већинском страном власништву. Већина мањих банака су у породичном власништву и којима управља.
Кенија има бројне рачуноводствене, пореске и ревизорске фирме високог профила које су присутне у региону и пружају финансијске услуге. Рачуноводствене фирме велике четворке, Мазарс, Грант Торнтон Интернатионал, ПКФ Интернатионал активно раде у оквиру финансијског система и често су одговорне за ревизију фирми на берзи у Најробију (НСЕ). Бројне велике локалне фирме као што су Анант Бхатт ЛЛП, БЦ Пател & Цо, Гитхуку Мванги & Кабиа, Девани & Девани и ККЦО такође играју интегралну улогу у задовољавању потреба регулаторног тела Саццо Социети Управа регистрована предузећа и приватна предузећа у оквиру финансијског екосистема.

## Рад
Процењено је да је 2006. године радна снага Кеније укључивала око 12 милиона радника, скоро 75% у пољопривреди. Број запослених изван мале пољопривреде и сточарства био је око 6 милиона. У 2004. години, око 15% радне снаге је званично класификовано као незапослено. Друге процене наводе да је незапосленост у Кенији много већа, по неким проценама и до 40%. Последњих година, кенијска радна снага се преселила са села у градове, као што је Најроби, јер Кенија постаје све урбанизованија.
Стопа учешћа радне снаге у Кенији била је константна од 1997. до 2010. и за жене и за мушкарце. У 1997. години 65% жена је било запослено на некој врсти рада, а 76% мушкараца. У 2005. години, 60% жена и 70% мушкараца било је у радној снази, што је незнатно порасло на 61% жена и 72% мушкараца у 2010.
Рад на породичној фарми
У протеклих 20 година, Кенијци су се удаљили од породичних фарми ка пословима који плаћају плате или да започну мала предузећа ван пољопривреде. Године 1989, 4,5 милиона Кенијаца од укупне радне популације од 7,3 милиона радило је на породичним фармама. Године 2009, само 6,5 милиона Кенијаца од укупне радне популације од 14,3 милиона радило је на породичним фармама. Од тога, 3,8 милиона су биле жене, а 2,7 милиона мушкарци.
Најамни рад
Према Економском ажурирању Светске банке из 2012. године у Кенији, „мушкарци су много вероватније него жене да раде на плаћеним пословима, а жене имају веће шансе да раде на породичним фармама. Двоструко више мушкараца него жена има плаћене послове, а више мушкараца ради углавном у плаћени послови него на породичним фармама. Већина Кенијаца сада тежи да добије модерне, плаћене послове."  Савремени послови који се плаћају укључују то да будете „инжењер, специјалиста за телекомуникације, радник за резано цвеће, учитељ, грађевински радник, домаћица, професионалац, било који индустријски и производни посао, као и лучки и пристанишни радници“. Године 1989. било је само 1,9 милиона Кенијаца запослених на плаћеном послу. У 2009. овај број се повећао на 5,1 милиона. У 2009. години, 3,4 милиона мушкараца и 1,3 милиона жена било је запослено на пословима који се плаћају.
Самозапошљавање без пољопривреде/„Јуа Кали“
У Кенији, сектор „Јуа Кали“ је друго име за неформалну економију, која се такође описује као самозапосленост која се не бави пољопривредом. Јуа Кали је свахили за „вруће сунце“ и односи се на идеју да радници у неформалној економији раде под жестоким сунцем. Неформални сектор се састоји од самозапошљавања и запошљавања који нису регулисани од стране кенијске владе нити су признати за правну заштиту. Као резултат тога, запошљавање у неформалном сектору не доприноси кенијском БДП-у. Непољопривредна самозапосленост је порасла од 1989. до 2009. године.
Светска банка карактерише самозапошљавање које није на фарми тако да укључује послове као што су „улични продавац, власник радње, кројачица, помоћник, рибар, угоститељ, итд.“. Самозапосленост која није у пољопривреди порасла је са укупно 0,9 милиона у 1989. на укупно 2,7 милиона у 2009. Мушкарци чине 1,4 милиона радника, а жене 1,3 милиона.
Од 2009. неформална економија Кеније чини око 80% укупне запослености у земљи. Већина неформалних радника су самозапослени, са мало предузетника који запошљавају друге. Неформални сектор доприноси економској активности једнакој 35% укупног БДП-а у Кенији, обезбеђује неформалну финансијску структуру у облику ротирајућих штедно -кредитних удружења (РОСЦА) и обезбеђује приход за оне са нижим социо-економским статусом.
Недостаци неформалне економије су што промовише кријумчарење и утају пореза, а недостаје јој социјална заштита. Већина припадника неформалног сектора има низак ниво образовања, али су одговорни за развој целокупне своје квалификоване радне снаге кроз шегртовање. Многи се одлучују да уђу у неформалну економију због недостатка хонорара, краћих обука и доступности практичних садржаја који углавном изостају у формалном образовању. Све већи трошкови образовања и недостатак гаранција будућег запослења довели су до тога да многи радници пређу на неформално науковање.
Утицај обичајног права на неформалну економију
Обичајно право има одређене негативне утицаје на жене у неформалном сектору. Закон о имовини удатих жена из 1882. даје удатим женама једнака имовинска права, а Закон о сукцесији даје женама наследна права, али устав изузима оне који се сматрају „припадницама одређене расе или племена“ од тога да буду вођени овим законима, а уместо тога омогућава да се обичајно право задржи у пракси. Обичајно право дозвољава дискриминацију жена и онемогућава им приступ имовини, земљишту и имовини која би им иначе омогућила да имају колатерал за финансирање пословања. Ово ограничава износ кредита који би жене предузетнице иначе могле користити за улазак у формални или неформални сектор. Неки примери дискриминаторних статута у уставу су Закон о сукцесији, Закони о разводима и Закон о деци из 2001. Укупни резултат је да неудате жене наслеђују мање од своје браће, а од удатих жена се не очекује да добију никакво наследство, а жена има дозволу само да управља имовином свог мужа као сурогат за своје синове. Жене без деце су и даље изостављене из наследства након смрти свог мужа. Пошто жене имају мање имовине и ниско образовање, жене ће се чешће окренути неформалној економији него мушкарци.

## Изазови
Велика зависност привреде од кишне пољопривреде и туристичког сектора чини је рањивом на циклусе бума и краха. Пољопривредни сектор запошљава скоро 75% од 38 милиона људи у земљи. Половина производне производње овог сектора остаје производња за живот .
Економски учинак Кеније ометали су бројни фактори: велика зависност од неколико пољопривредних извозних производа који су подложни флуктуацијама светских цена, раст становништва који је надмашио економски раст, продужена суша која је захтевала рационисање струје, погоршање инфраструктуре и екстремне разлике у богатству које ограничили су могућности већине да развију своје вештине и знања. Лоша управа и корупција такође су негативно утицали на раст, чинећи пословање у Кенији скупим. Повећани нивои несигурности изазван тероризмом постали су једна од највећих препрека одрживом расту. Према Транспаренси Интернешнл, Кенија се налази међу шест најкорумпиранијих земаља света. Подмићивање и превара коштају Кенију чак милијарду долара годишње. Кенијци плаћају око 16 мита месечно, за два од свака три сусрета са јавним званичницима, иако 23% њих живи са мање од 1 УСД дневно.
Упркос овим изазовима, две трећине Кенијаца очекује побољшање услова живота у наредним деценијама.